# Гахович, Владимир Игнатьевич
Владимир Игнатьевич Гахович (1842—1916) — начальник Николаевского ракетного завода, генерал от артиллерии.

## Биография
Гахович родился 6 декабря 1842 года. Получив образование в Михайловском Воронежском кадетском корпусе, он 20 июня 1861 года поступил на военную службу в Михайловское артиллерийское училище, из которого 13 июня 1862 года был выпущен подпоручиком в Михайловскую артиллерийскую академию, которую окончил в 1865 году по 1-му разряду.
Дальнейшая служба Гаховича была связана с заводами артиллерийского ведомства. 20 апреля 1869 года он был произведён в поручики гвардии, 30 августа следующего года — в штабс-капитаны, 31 марта 1874 года получил чин капитана и 16 апреля 1878 года — полковника. В течение двух лет он возглавлял капсюльный отдел Санкт-Петербургского патронного заведения, затем 11 лет и 6 месяцев — инструментальный отдел, а 5 июня 1892 года с производством в генерал-майоры был назначен начальником всего Санкт-Петербургского патронного заведения.
Эту должность он, однако, занимал только полгода, и уже 30 ноября 1892 года был назначен первым начальником вновь созданного Трубочно-Инструментального завода в Санкт-Петербурге и совещательным членом Артиллерийского комитета Главного артиллерийского управления. В 1897 году ему была объявлена особая Монаршая благодарность.
После выхода в отставку многолетнего начальника Николаевского ракетного завода генерала В. В. Нечаева Гахович 21 июня 1901 года был назначен его преемником. 29 марта 1909 года он был произведён в генерал-лейтенанты, прослужив в чине генерал-майора свыше 16 лет и являясь к этому времени третьим по старшинству из находившихся на действительной службе генерал-майоров. В 1910 году Николаевский ракетный завод был упразднён, а генерал Гахович, которому шёл 68-й год — зачислен в запас лёгкой артиллерии, с учётом по Петербургскому уезду. Высочайшим приказом 7 января 1912 года Гахович был произведён в генералы от артиллерии, с увольнением в отставку, с мундиром и пенсией, с 1 января.
Выйдя в запас, а затем в отставку, Гахович переехал в Санкт-Петербург, проживая с супругой Ольгой Александровной по адресу: Васильевский остров, 2-я линия, д. 15. 22 августа 1916 года Гахович скончался на 76-м году жизни.

## Награды
За свою службу Гахович был награждён рядом орденов, в их числе:
- Орден Святой Анны 3-й степени (1876 год)
- Орден Святого Станислава 2-й степени (1882 год)
- Орден Святой Анны 2-й степени (1887 год)
- Орден Святого Владимира 3-й степени (1896 год)
- Орден Святого Станислава 1-й степени (1904 год)
- Орден Святой Анны 1-й степени (1908 год)